# Maria Krzyżowska

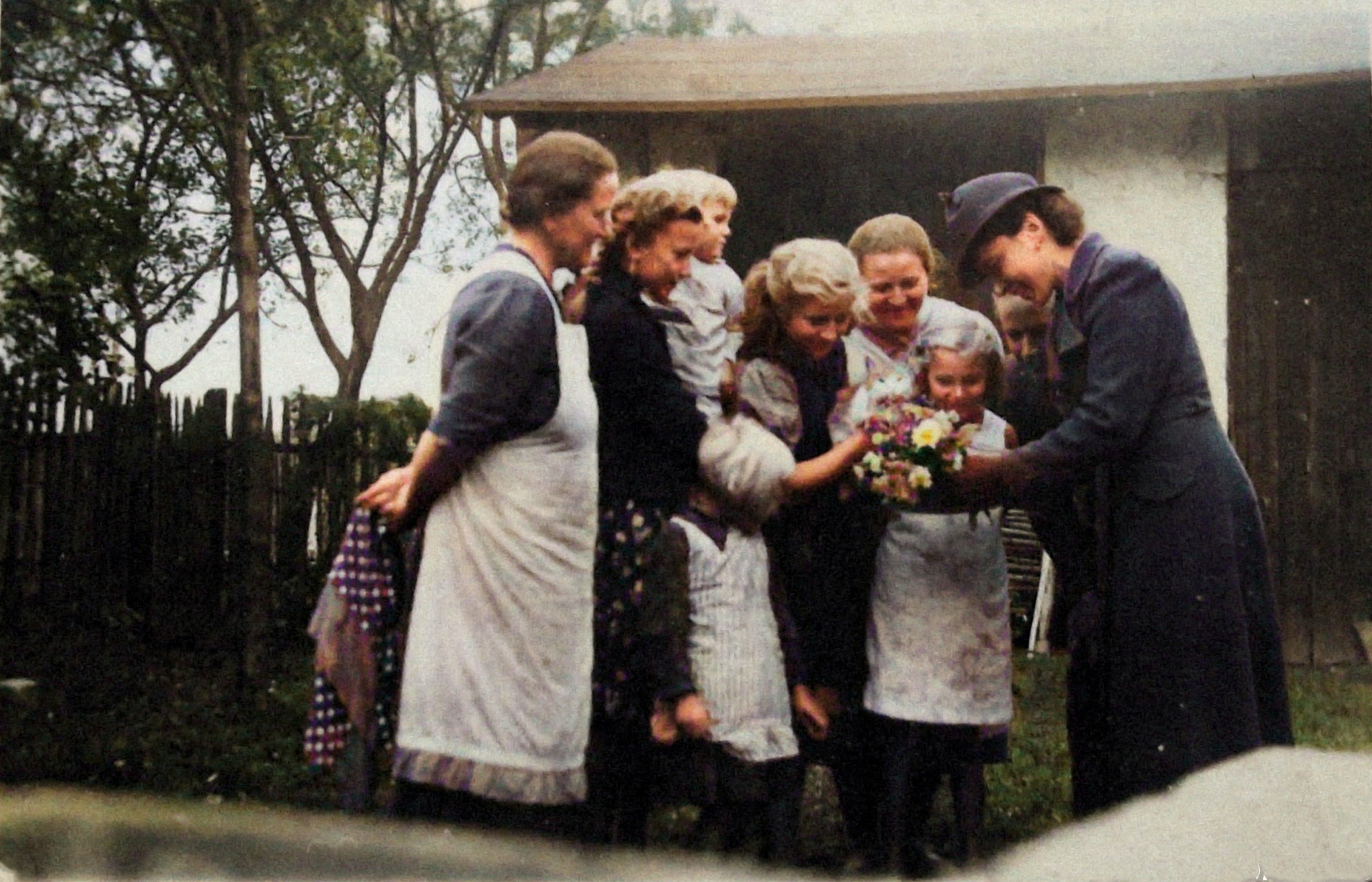
Maria Krzyżowska (pierwsza z prawej) z wizytą u rodziny w Tychach w latach 30. XX w.

Maria Krzyżowska (ur. 19 lutego 1898 w Tychach, zm. 12 marca 1943 w KL Auschwitz) – polska nauczycielka i działaczka harcerska, sanitariuszka i kurierka Polskiej Organizacji Wojskowej Górnego Śląska w latach 1919–1921, organizatorka służby sanitarnej i socjalnej  i tajnego nauczania na Górnym Śląsku w czasie II wojny światowej, siostra Stanisława Krzyżowskiego.

## Życiorys
W okresie międzywojennym pracowała w szkołach powszechnych w powiatach: rybnickim, pszczyńskim i lublinieckim. W 1921 ukończyła kurs nauczycielski na Polskim Uniwersytecie Ludowym w Katowicach, a w 1932 zdała egzamin państwowy i została nauczycielem o pełnych kwalifikacjach. W czasie powstań śląskich była kierowniczką sekcji sanitarnej Polskiej Organizacji Wojskowej Górnego Śląska i Polskiego Czerwonego Krzyża w Tychach, a także kurierką i utrzymywała kontakty z ekspozyturą Wojska Polskiego po drugiej stronie granicy. Już w okresie powstań i plebiscytu zakładała w Tychach pierwsze drużyny harcerskie, a później organizowała je we wszystkich miejscowościach, w których pracowała, będąc  nauczycielką.
Po wybuchu II wojny światowej została dowódcą drużyny sanitarnej Polskiej Samoobrony Obywatelskiej w Lublińcu. Po zajęciu miasta przez Niemców działała w Organizacji Orła Białego i od końca 1939 do 18 grudnia 1940 prowadziła tajne nauczanie. Z powodu denuncjacji musiała uciekać z Lublińca i ukrywała się do dnia aresztowania 14 stycznia 1941 u swojego brata Franciszka Krzyżowskiego w Tychach. Po aresztowaniu podczas  akcji Intelligenzaktion Schlesien, wymierzonej w polską inteligencję, była więziona w Tychach, Katowicach i Opolu. W Katowicach odbyła się rozprawa sądowa, na której została oskarżona o przygotowania do zdrady stanu i skazana za nauczanie języka polskiego i nieprzychylność państwu niemieckiemu. 12 lutego 1943 została przywieziona do niemieckiego obozu koncentracyjnego KL Auschwitz i zarejestrowana pod numerem 35209. Zginęła w KL Auschwitz po miesiącu od  przywiezienia.

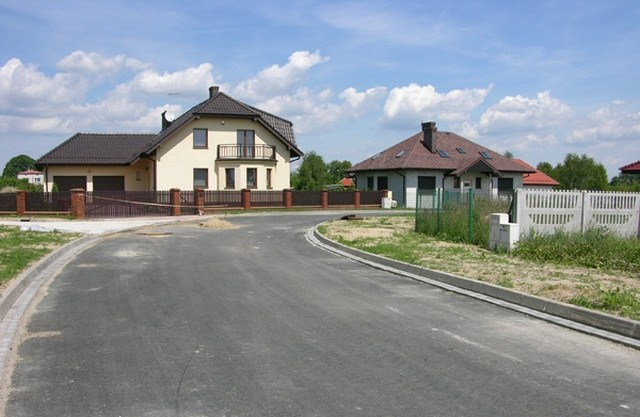
Ulica Marii Krzyżowskiej w Lublińcu

## Upamiętnienie
W Lublińcu jedną z ulic nazwano imieniem Marii Krzyżowskiej.
Została także wymieniona na tablicy poświęconej 15 harcerzom i harcerkom Hufca ZHP Lubliniec, którzy zginęli w latach 1939–1945, umieszczonej na pomniku Pamięci Poległych za Polskość Ziemi Śląskiej na pl. Pawła Golasia w Lublińcu.